# Marie Magaña
Marie Magaña (nacida como María Magaña, Morelia Michoacán, 27 de marzo de 1989) es una presentadora y periodista mexicana.
Es conocida por su paso como periodista deportiva y presentadora de televisión en medios internacionales como Fox Sports, UFC,  Multimedios Deportes, TUDN y ahora la podemos ver en Canela.TV.

## Biografía
Conductora de Fox Sports, cubrió varios eventos deportivos con la empresa internacional, luego dio su salto a las artes marciales mixtas colaborando con la UFC y otras ligas mexicanas de MMA. También tuvo su paso por Multimedios Deportes en la Ciudad de México,  se dedica a los easports en GGtech Latinoamérica. y actualmente la podemos ver por TUDN y Canela TV